# 昭和 (川崎市)
昭和（しょうわ）は、神奈川県川崎市川崎区の地名。現行行政地名は昭和1丁目及び昭和2丁目。住居表示実施済み区域。 郵便番号は210-0813（集配局 : 川崎港郵便局）。

## 地理
川崎区の北部に位置し、北東に出来野、東に日ノ出、南東に塩浜、南西に四谷上町、西に台町、北西と北に東門前と接している。

### 警察
町内の警察の管轄区域は以下の通りである。
| 丁目      | 番・番地等 | 警察署         | 交番・駐在所 |
| --------- | ---------- | -------------- | ------------ |
| 昭和1丁目 | 全域       | 川崎臨港警察署 | 出来野交番   |
| 昭和2丁目 | 全域       | 川崎臨港警察署 | 出来野交番   |

## 歴史

### 沿革
- 1936年（昭和11年）3月 - 耕地整理により、大師河原、稲荷新田の一部を分離し、昭和町1～2丁目を新設。川崎市昭和町となる。
- 1965年（昭和40年）7月 - 区画整理により、昭和町1～2丁目を廃止し、昭和1～2丁目を新設。
- 1972年（昭和47年）4月1日 - 川崎市が政令指定都市の制定に伴い、川崎区が新設。川崎市川崎区昭和（1〜2丁目）となる。
- 1974年（昭和49年）10月1日 - 住居表示を実施[5][8]。

## 世帯数と人口
2025年（令和7年）6月30日現在（川崎市発表）の世帯数と人口は以下の通りである。
| 丁目      | 世帯数    | 人口    |
| --------- | --------- | ------- |
| 昭和1丁目 | 713世帯   | 1,175人 |
| 昭和2丁目 | 1,448世帯 | 2,560人 |
| 計        | 2,161世帯 | 3,735人 |

### 人口の変遷
国勢調査による人口の推移。
| 年                 | 人口  |
| ------------------ | ----- |
| 1995年（平成7年）  | 3,908 |
| 2000年（平成12年） | 3,705 |
| 2005年（平成17年） | 3,708 |
| 2010年（平成22年） | 3,763 |
| 2015年（平成27年） | 3,781 |
| 2020年（令和2年）  | 3,715 |

### 世帯数の変遷
国勢調査による世帯数の推移。
| 年                 | 世帯数 |
| ------------------ | ------ |
| 1995年（平成7年）  | 1,630  |
| 2000年（平成12年） | 1,580  |
| 2005年（平成17年） | 1,675  |
| 2010年（平成22年） | 1,807  |
| 2015年（平成27年） | 1,870  |
| 2020年（令和2年）  | 1,983  |

## 学区
市立小・中学校に通う場合、学区は以下の通りとなる（2025年1月時点）。
| 丁目      | 番・番地等 | 小学校             | 中学校               |
| --------- | ---------- | ------------------ | -------------------- |
| 昭和1丁目 | 全域       | 川崎市立大師小学校 | 川崎市立南大師中学校 |
| 昭和2丁目 | 全域       | 川崎市立大師小学校 | 川崎市立南大師中学校 |

## 産業

### 事業所
2021年（令和3年）現在の経済センサス調査による事業所数と従業員数は以下の通りである。
| 丁目      | 事業所数  | 従業員数 |
| --------- | --------- | -------- |
| 昭和1丁目 | 40事業所  | 181人    |
| 昭和2丁目 | 72事業所  | 529人    |
| 計        | 112事業所 | 710人    |

### 事業者数の変遷
経済センサスによる事業所数の推移。
| 年                 | 事業者数 |
| ------------------ | -------- |
| 2016年（平成28年） | 126      |
| 2021年（令和3年）  | 112      |

### 従業員数の変遷
経済センサスによる従業員数の推移。
| 年                 | 従業員数 |
| ------------------ | -------- |
| 2016年（平成28年） | 667      |
| 2021年（令和3年）  | 710      |

## 施設
- 川崎昭和郵便局[19]
- 昭和北公園[20]